# Syspastospora parasitica
Syspastospora parasitica är en svampart som först beskrevs av Louis René Tulasne, och fick sitt nu gällande namn av P.F. Cannon & D. Hawksw. 1982. Enligt Catalogue of Life ingår Syspastospora parasitica i släktet Syspastospora,  och familjen Ceratostomataceae, men enligt Dyntaxa är tillhörigheten istället släktet Syspastospora,  och familjen Hypocreaceae. Arten är reproducerande i Sverige. Inga underarter finns listade i Catalogue of Life.